# Piero De Palma
Piero De Palma (Molfetta, 31 agosto 1925 – Milano, 5 aprile 2013) è stato un tenore italiano, famoso per l'interpretazione di ruoli di comprimario: fu definito "principe dei comprimari".

## Carriera
Dopo aver svolto l'attività di corista, nel 1948 poté esibirsi per la Radio e nel 1952 debuttò sulle scene al Teatro San Carlo di Napoli. In seguito iniziò a lavorare nei maggiori teatri italiani: Teatro alla Scala, Maggio Musicale Fiorentino, Arena di Verona, ed esteri: Covent Garden, Gran Teatre del Liceu di Barcellona, Dallas Opera, Metropolitan, dove debuttò nel 1992, quasi al termine di una lunghissima carriera che si protrasse fino agli anni novanta.
Il vastissimo repertorio comprendeva circa 200 ruoli; tra i più noti Cajus, Gastone, Cassio, Spoletta, Goro, Edmondo, Beppe. Moltissimi di questi furono affrontati solo nelle incisioni discografiche, circa un centinaio, realizzate tra gli anni cinquanta e novanta.
Pur interpretando seconde parti e di comprimario, De Palma era apprezzatissimo e amato, tant'è che il pubblico gli tributò una standing ovation dopo una recita di Lucrezia Borgia.
Collaborò con artisti quali Maria Callas, Renata Tebaldi, Magda Olivero, Joan Sutherland, Anna Moffo, Marilyn Horne, Fiorenza Cossotto, Giulietta Simionato, Carlo Bergonzi, Plácido Domingo, Luciano Pavarotti, José Carreras, Nicolaj Ghiaurov, Samuel Ramey, Erich Leinsdorf, Herbert von Karajan, Richard Bonynge, James Levine.

## Repertorio
| Ruolo                                          | Titolo                               | Autore      |
| ---------------------------------------------- | ------------------------------------ | ----------- |
| Notaro                                         | La sonnambula                        | Bellini     |
| Flavio                                         | Norma                                | Bellini     |
| Anichino                                       | Beatrice di Tenda                    | Bellini     |
| Sir Bruno                                      | I puritani                           | Bellini     |
| Hylas                                          | Les Troyens                          | Berlioz     |
| Dancaire Remendado                             | Carmen                               | Bizet       |
| Wagner Nereo                                   | Mefistofele                          | Boito       |
| Gobrias                                        | Nerone                               | Boito       |
| Triquet                                        | Eugenio Onieghin                     | Čajkovskij  |
| Cosacco ubriaco                                | Mazeppa                              | Čajkovskij  |
| Calaf                                          | Alì Babà                             | Cherubini   |
| L'abate                                        | Adriana Lecouvreur                   | Cilea       |
| Lord Hervey                                    | Anna Bolena                          | Donizetti   |
| Oloferno Vitellozzo                            | Lucrezia Borgia                      | Donizetti   |
| Lord Arturo                                    | Lucia di Lammermoor                  | Donizetti   |
| Nearco                                         | Poliuto                              | Donizetti   |
| Intendente                                     | Linda di Chamounix                   | Donizetti   |
| Don Gasparo                                    | La favorita                          | Donizetti   |
| Un Incredibile                                 | Andrea Chénier                       | Giordano    |
| Barone Rouvel                                  | Fedora                               | Giordano    |
| Beppe                                          | Pagliacci                            | Leoncavallo |
| Durand Gaudenzio                               | La bohème                            | Leoncavallo |
| Federico                                       | L'amico Fritz                        | Mascagni    |
| Un cenciaiolo                                  | Iris                                 | Mascagni    |
| Guillot de Morfontaine                         | Manon                                | Massenet    |
| Tavannes                                       | Gli ugonotti                         | Meyerbeer   |
| Primo soldato                                  | L'incoronazione di Poppea            | Monteverdi  |
| Basilio                                        | Le nozze di Figaro                   | Mozart      |
| Spalanzani                                     | I racconti di Hoffmann               | Offenbach   |
| Scillem                                        | Debora e Jaele                       | Pizzetti    |
| Il rosso                                       | Lo straniero                         | Pizzetti    |
| Un araldo                                      | Clitennestra                         | Pizzetti    |
| Isèpo                                          | La Gioconda                          | Ponchielli  |
| Edmondo Lampionaio Maestro di ballo            | Manon Lescaut                        | Puccini     |
| Parpignol                                      | La bohème                            | Puccini     |
| Spoletta                                       | Tosca                                | Puccini     |
| Goro                                           | Madama Butterfly                     | Puccini     |
| Nick                                           | La fanciulla del West                | Puccini     |
| Prunier                                        | La rondine                           | Puccini     |
| Tinca Amante Venditore di canzonette           | Il tabarro                           | Puccini     |
| Gherardo                                       | Gianni Schicchi                      | Puccini     |
| Principe di Persia Pong Pang Imperatore Altoum | Turandot                             | Puccini     |
| Un liberto                                     | Cecilia                              | Refice      |
| Albazar                                        | Il turco in Italia                   | Rossini     |
| Adrasto                                        | L'assedio di Corinto                 | Rossini     |
| Aufide                                         | Moïse et Pharaon                     | Rossini     |
| Rodolfo                                        | Guglielmo Tell                       | Rossini     |
| Un messaggero                                  | Samson et Dalila                     | Saint-Saëns |
| Ospite ubriaco                                 | Lady Macbeth del Distretto di Mcensk | Šostakovič  |
| Alvaro                                         | Fernando Cortez                      | Spontini    |
| Secondo ebreo                                  | Salomè                               | Strauss     |
| Laerte                                         | Mignon                               | Thomas      |
| Abdallo                                        | Nabucco                              | Verdi       |
| Don Riccardo                                   | Ernani                               | Verdi       |
| Malcolm                                        | Macbeth                              | Verdi       |
| Un contadino                                   | Luisa Miller                         | Verdi       |
| Borsa                                          | Rigoletto                            | Verdi       |
| Ruiz                                           | Il trovatore                         | Verdi       |
| Gastone                                        | La traviata                          | Verdi       |
| Danieli                                        | I vespri siciliani                   | Verdi       |
| Capitano dei balestrieri                       | Simon Boccanegra                     | Verdi       |
| Un giudice                                     | Un ballo in maschera                 | Verdi       |
| Mastro Trabucco                                | La forza del destino                 | Verdi       |
| Araldo                                         | Don Carlo                            | Verdi       |
| Messaggero                                     | Aida                                 | Verdi       |
| Cassio                                         | Otello                               | Verdi       |
| Bardolfo Dottor Cajus                          | Falstaff                             | Verdi       |
| Baroncelli                                     | Rienzi                               | Wagner      |
| Un pastore, Melot                              | Tristan und Isolde                   | Wagner      |
| Sherasmin                                      | Oberon                               | Weber       |
| Malatestino                                    | Francesca da Rimini                  | Zandonai    |